# Hangrahosur, Holenarsipur
Hangrahosur là một làng thuộc tehsil Hole Narsipur, huyện Hassan, bang Karnataka, Ấn Độ.